# Playa de Macarella
La playa de Macarella está situada en la Cala Macarella, a 14 kilómetros de Ciudadela, situada entre se Castellet de Macarella y Punta de na Xulla, cerca de la laguna de la Macarella y a poniente de la cala de Santa Galdana. Es considerada una de las playas más bellas de Menorca.
Dentro de la cala principal se  forman dos pequeñas calas, una al norte denominada Cala Macarella y la otra al este, llamada Macarelleta por su diminutivo en menorquín.

## Descripción
Esta cala virgen y aislada tiene forma de u; dimensiones medianas; altos acantilados flanqueando, cubiertos de pinares frondosos; zona húmeda-hábitat de hozas, anguilas y tortugas de mar; barranco, un tramo de Camino de Caballos ocupando su parte posterior, el que le confiere un aspecto salvaje. 
Este paisaje es típico del litoral meridional menorquín. Es una playa muy visitada por personas de aquí de Menorca y también muchos de turistas. Esta playa cuenta con los básicos servicios de duchas para los visitantes, WC, papeleras para mantener la playa limpia, teléfonos y también una zona con deportes náuticos.